# Intimate & Live
Intimate and Live è stata la quinta tournée della cantante australiana Kylie Minogue, volta a promuovere il suo sesto album in studio Impossible Princess (1997).
Si tratta del primo tour della cantante dal 1991, che ha avuto inizio il 2 giugno 1998 a Melbourne e si è concluso a Londra il 31 luglio 1998, per un totale di 20 spettacoli distribuiti in Australia e 3 nella capitale britannica.
Il tour si è svolto in piccoli teatri così da poter creare un'atmosfera di intimità tra l'artista e il pubblico.

## Sviluppo

### Antefatti
Le prime prove di Intimate and Live si svolgono a Fitzroy, una cittadina nei pressi di Melbourne, in Australia. Insieme a Steve Anderson e William Baker, Kylie inizia a disegnare i primi concept scenici per lo spettacolo, con l’intento di riflettere il significato personale dell’album. Alcuni elementi presenti nei contenuti visivi del disco, come il simbolo “K” e il cono multicolore, vengono ripresi anche nella scenografia del tour.
Baker, parlando della produzione e delle idee alla base dello spettacolo, sottolinea che Intimate and Live rappresenta “qualcosa di speciale e unico”, una sorta di fase di maturazione artistica per Kylie e per il suo team. A suo avviso, l’innovazione portata da Kylie con la troupe del tour le consente di “brillare sul palco come una vera star”. La scenografia si ispira in gran parte all’album Impossible Princess, ma Baker e Kylie vogliono offrire al pubblico un’esperienza che sia “un viaggio inaspettato, capace di giocare con le aspettative e i preconcetti”.
Kylie sente il bisogno di “alleggerirsi” e di divertirsi durante il tour, lasciandosi alle spalle critiche e giudizi pubblici. Inizialmente, Anderson, Kylie e Baker avevano deciso di non includere il Regno Unito nel tour, ma Baker spiega che il flop commerciale in Gran Bretagna li abbia “liberati”, dandogli la sensazione di non avere nulla da perdere. Proprio per l’alta richiesta, decidono infine di estendere il tour anche al pubblico britannico.
Per promuovere il tour, Kylie e Baker collaborano con diversi fotografi (tra cui lo stesso Baker), realizzando una serie di scatti utilizzati per il materiale promozionale. Una delle immagini più iconiche ritrae Kylie con un cappello da cowgirl su sfondo rosa, richiamando l’artwork del brano Cowboy Style.
Poiché né la Deconstruction Records né la Sony BMG sono coinvolte nella gestione del tour, Baker e Anderson si occupano personalmente delle prenotazioni e dell’organizzazione.

### Location
Quanto alle location, l’idea di Baker e Kylie è quella di esibirsi in piccoli teatri, così da creare un’atmosfera intima e diretta tra l’artista, il team e il pubblico. Questo approccio vuole essere un ringraziamento ai fan per il sostegno mostrato durante l’era Impossible Princess — da qui il titolo Intimate. Kylie, Baker e Anderson valutano sale con una capienza di circa 2.000 persone, ma Kylie Minogue ha confessato di essere addirittura “preoccupata di non riuscire a riempire” nemmeno quegli spazi, a causa delle critiche ricevute in precedenza.

### Costumi
Baker e Kylie collaborano direttamente alla creazione dei costumi per il tour, con l'abito da showgirl scelto come primo look ufficiale. I costumi si ispirano all’estetica da “principessa”, e Kylie desidera includere diversi oggetti di scena per integrare influenze varie durante le performance.
Determinata a prendersi dei rischi in termini di stile e immagine, Kylie decide di mantenere i capelli lunghi, in contrasto con il look adottato nei servizi fotografici promozionali per l’album Impossible Princess. Secondo Baker, la sua immagine pubblica ha “resistito” e si è trasformata profondamente rispetto ai tempi di Some Kind of Bliss, quando Kylie appariva in una veste più grintosa e minimalista in bianco e nero.

### Tour book
Come di consueto, anche per Intimate and Live Kylie ha realizzato un libretto fotografico  venduto durante la tournée, sulla cui copertina figurano le labbra della cantate truccate di glitter sui colori del blu.

## Sinossi
Il concerto si compone di quattro atti e due encore. Questi sono Indie Kylie, Cute Kylie, Sexy Kylie e Dance Kylie, nonché le quattro trasformazioni che le sono state attribuite negli anni dalla critica e che lei stessa interpreta nel video di Did It Again.
Indie Kylie: Il concerto si apre con un cono multicolore aperto, simile a quello della copertina dell’album Impossible Princess, da cui emerge Kylie che dà il via allo spettacolo con Too Far, introdotta dal Brothers in Rhythm Dub Mix. Prosegue con le esibizioni di What Do I Have to Do e Some Kind of Bliss, per poi interpretare una versione acustica di Put Yourself in My Place. In seguito esegue Breathe e chiude la prima parte dello show con il brano inedito Take Me With You, accompagnato da proiezioni scenografiche che raffigurano una tempesta in movimento.
Cute Kylie: Nella seconda parte, Kylie entra in scena con una versione torch di I Should Be So Lucky, indossando un costume rosa da showgirl davanti a una gigantesca lettera “K” luccicante. La performance prosegue con una cover di Dancing Queen degli ABBA e con il brano Dangerous Game, che conclude questo atto.
Sexy Kylie: Il terzo segmento comincia con Cowboy Style, durante la quale Kylie indossa un cappello da cowboy. Seguono le esibizioni di Step Back in Time e Say Hey, per poi proporre un altro brano inedito e mai registrato intitolato Free. Chiude questa sezione Drunk.
Dance Kylie: La quarta parte si apre con un interludio strumentale eseguito dalla band, seguito dall’ingresso di Kylie sul palco per cantare Did It Again, a cui seguono Limbo e Shocked.
Encore I: Il quinto atto si apre con un nuovo interludio musicale. Kylie appare sdraiata sulle scale e interpreta Confide in Me, seguita da The Loco-Motion. Il corpo principale del concerto si conclude con una cover di Should I Stay or Should I Go? dei The Clash.
Encore II: Per il bis, Kylie ritorna sul palco vestita da showgirl-diavoletta, con tanto di corna, per eseguire Better the Devil You Know.

## Scaletta
Atto I: INDIE KYLIE
1. Too Far (contiene elementi del "Brothers in Rhythm dub mix")
2. What Do I Have to Do
3. Some Kind of Bliss
4. Put Yourself in My Place
5. Breathe
6. Take Me With You (inedito da Impossible Princess)

Atto II: CUTE KYLIE
1. I Should Be So Lucky (Torch version)
2. Dancing Queen
3. Dangerous Game

Atto III: SEXY KYLIE
1. Cowboy Style
2. Step Back in Time
3. Say Hey
4. Free (inedito da Impossible Princess)
5. Drunk

Atto IV: DANCE KYLIE
1. Did It Again
2. Limbo
3. Shocked

Encore I
1. Confide in Me
2. The Locomotion
3. Should I Stay or Should I Go

Encore II
1. Better the Devil You Know

### Variazioni alla scaletta
- Breathe è stata aggiunta in scaletta il 4 giugno 1998
- Locomotion e Should I Stay or Should I Go? sono state performate a partire dal 6 giugno 1998

### Concept originario della scaletta
- Inizialmente, al posto di Dancing Queen la Minogue avrebbe dovuto eseguire Copacabana. Quest'ultima fu poi successivamente inclusa nella scaletta del KylieX2008[5].

## Date del tour
| Data           | Città     | Stato       | Luogo                          |
| -------------- | --------- | ----------- | ------------------------------ |
| Australia      |           |             |                                |
| 2 giugno 1998  | Melbourne | Australia   | Palais Theatre                 |
| 3 giugno 1998  | Melbourne | Australia   | Palais Theatre                 |
| 4 giugno 1998  | Melbourne | Australia   | Palais Theatre                 |
| 6 giugno 1998  | Brisbane  | Australia   | Brisbane Entertainment Centre  |
| 8 giugno 1998  | Sydney    | Australia   | Capitol Theatre                |
| 9 giugno 1998  | Sydney    | Australia   | Capitol Theatre                |
| 10 giugno 1998 | Sydney    | Australia   | Capitol Theatre                |
| 11 giugno 1998 | Sydney    | Australia   | Capitol Theatre                |
| 14 giugno 1998 | Adelaide  | Australia   | Thebarton Theatre              |
| 15 giugno 1998 | Adelaide  | Australia   | Thebarton Theatre              |
| 17 giugno 1998 | Melbourne | Australia   | Palais Theatre                 |
| 18 giugno 1998 | Melbourne | Australia   | Palais Theatre                 |
| 20 giugno 1998 | Sydney    | Australia   | State Theatre                  |
| 21 giugno 1998 | Sydney    | Australia   | State Theatre                  |
| 22 giugno 1998 | Sydney    | Australia   | State Theatre                  |
| 27 giugno 1998 | Newcastle | Australia   | Newcastle Entertainment Centre |
| 29 giugno 1998 | Canberra  | Australia   | Royal Theatre                  |
| 1 luglio 1998  | Sydney    | Australia   | Capitol Theatre                |
| 3 luglio 1998  | Melbourne | Australia   | Palais Theatre                 |
| 4 luglio 1998  | Melbourne | Australia   | Palais Theatre                 |
| Europa         |           |             |                                |
| 29 luglio 1998 | Londra    | Inghilterra | Shepherd's Bush Empire         |
| 30 luglio 1998 | Londra    | Inghilterra | Shepherd's Bush Empire         |
| 31 luglio 1998 | Londra    | Inghilterra | Shepherd's Bush Empire         |

## Registrazioni e broadcasting
I concerti tenutisi a Sydney il 3 giugno e il 1º luglio 1998, sono stati registrati per la realizzazione del DVD e CD live del tour. 
L’album live (il primo nella carriera della cantante)  è stato rilasciato nel novembre del 1998, con il titolo Intimate and Live. 
Il DVD è invece stato rilasciato il 23 luglio 2002, in Australia e Nuova Zelanda. La pellicola alterna le immagini del concerto a quelle del backstage.

## Personale
- Tarcoola Touring Company Pty.Ltd. – produzione
- Terry Blamey – produttore esecutivo, management
- Steve Anderson – produttore musicale
- Chong Lim – direttore musicale
- Brian Thompson – set design
- Steven Swift – design delle luci
- William Baker – creative design
- Kylie Minogue – creative design
- Nick Pitts – tour manager
- Warren Anderson – assistente del tour manager
- Natalie Stevenson – assistente
- Kevin Murphy – trucco e parrucco
- Carol Minogue – guardaroba
- William Forsythe – coreografo

### Band
- Chong Lim – keyboards
- Joe Creighton – bassista, corista
- Stuart Fraser – chitarrista
- Carl Mann – chitarrista
- Angus Burchall – batteria
- James Mack – percussioni
- Lisa Edwards – corista
- Natalie Miller – corista
- David Scotchford – ballerino
- Ashley Wallen – ballerina

### Artista di apertura
- Maria Nayler (per Londra)